# Théo Millet
Théo Millet (Francia, 8 de julio de 1997) es un jugador profesional francés de rugby que se desempeña en la posición de fullback en Union Sportive Oyonnax Rugby, equipo perteneciente a la liga Top 14.

## Carrera
Millet es un jugador de formación francesa (JIFF). Comenzó su carrera deportiva con el equipo Stade Français Paris, en el cual jugó cuatro temporadas (2014-2018), después pasó a Union Sportive Oyonnax Rugby, donde lleva jugando seis temporadas.